# Krystyna Szumilas
Krystyna Maria Szumilas (Knurów; 28 de Junho de 1956 — ) é uma política da Polônia. Ela foi eleita para a Sejm em 25 de Setembro de 2005 com 16105 votos em 29 no distrito de Gliwice, candidata pelas listas do partido Platforma Obywatelska.
Ela também foi membro da Sejm 2001-2005, Sejm 2005-2007, Sejm 2007-2011, Sejm 2011-2015, Sejm 2015-2019, Sejm 2019-2023, Sejm 2023-2027.